# Танковый знак легиона «Кондор»
Танковый знак легиона «Кондор» (нем. Panzertruppenabzeichen der Legion Condor) — награда, нагрудный знак Третьего рейха, которым были награждены все немецкие танкисты группы оберста Риттера фон Тома, участвовавшим в Испанской гражданской войне, принимавшие участие в боях, а также ряд иностранцев. Всего 415 человек.
Специальный — золотой знак был вручен самому фон Томе солдатами его бронетанковой группы.

## Описание награды
Знак изготовлялся из серебра или посеребренной латуни. Существует два основных типа — размера — 47×58 мм и 48×60 мм